# إيملي فولتون
إيملي فولتون هي لاعبة هوكي الجليد كندية، ولدت في 11 فبراير 1993 في ستراتفورد في كندا.